# 2003年柬埔寨大選
柬埔寨在2003年7月27日舉行大選，改選該國下議院國民議會的所有議席。在大選中勝出的是時任首相洪森所屬的柬埔寨人民黨（人民黨），該黨贏得國民議會123席當中的73席，擁有絕對多數優勢。不過，由於首相人選必須經由國民議會三分之二議員通過，所以當地各政黨在大選後一度無法籌建新一屆政府，直至人民黨和奉辛比克黨（奉黨）在2004年7月訂立組閣協議為止。

## 背景
柬埔寨在1990年代初成為民主政體，並於1993年舉行第一次民主選舉。當年大選過後組建的政府是由柬埔寨人民黨（人民黨）和保王派奉辛比克黨（奉黨）籌組的聯合政府。在2003年大選之前舉行的最後一場大選在1998年舉行，大選舉行前一年人民黨才以暴力手段把奉黨逐出聯合政府，而在大選期間，柬埔寨也發生了許多暴力事件和針對反對派支持者的恐嚇事件。然而，人民黨和奉黨在這次大選過後再度籌組執政聯盟，當中首相一職由人民黨副主席洪森擔任，而奉黨黨魁、國王諾羅敦·西哈努克的兒子諾羅敦·拉那烈則擔任洪森的副手。
在2002年的鄉／分區理事會選舉當中，人民黨表現強勁，憑藉領先優勢在全國1,621個鄉／分區理事席位當中贏得1,597席。奉黨卻在這次選舉中大敗，只取得22%的選票。

## 競選活動
大選臨近之際，當地發生了一名法官和一名保王派政客被殺的案件，不過和上一屆大選相比，在本次大選期間發生的謀殺案已經大為減少。美國國務卿科林·鮑威爾在競選活動進行期間訪問柬埔寨，會見當地三大政黨的領袖，並呼籲媒體公正報道各黨的競選活動。反對派雖然成功在競選活動進行期間在電視上爭取時間發言，不過很多報導都指出人民黨會在郊區恐嚇選民。參加本次大選的政黨共有22個，不過當中只有三個政黨有競爭實力。
人民黨控制了柬埔寨許多媒體機構和更強大的黨機構，所擁有的資本也多於其他反對黨。人民黨宣稱他們要令柬埔寨出現經濟發展，並把當地經濟發展列為該黨的競選議題，而且該黨也在當年3月（大選舉行前）宣佈將耗資150億美元推行滅貧計劃。人民黨和人民黨領袖洪森之所以會得到選民支持，是因為他們執政的期間是赤柬統治時期結束以來近代柬埔寨最平和的時期。人民黨在柬埔寨郊區的支持率最高，不過市區的年輕選民卻因為更渴望改變而支持反對派。
當地兩大反對黨都批評洪森政府貪污腐敗，並承諾會改善柬埔寨的醫療體系和教育制度。奉黨提出推行經濟改革，並引入更多外資，不過該黨黨魁拉那烈卻被視為一個無能的領袖，而且該黨的支持度也持續下跌。另一方面，桑蘭西黨則批評貪污現象，提出增加政府在醫療、教育和公務員薪酬這幾方面所投放的開支，並試圖吸引貧民支持該黨。桑蘭西黨的聲勢自上屆大選以來日漸壯大，不過該黨黨魁桑蘭西卻被認為是一個專制的領袖。

## 結果
本次大選的投票率頗高，有超過80%的選民參加了這次投票。大選結果顯示人民黨雖然贏得過半數議席，不過卻未能贏得自行選出首相所需的三分之二議席。在這次大選中，奉黨的得票率從1998年的31%滑落到只是僅僅超過20%，而桑蘭西黨的得票率則由1998年的14%上升到22%。
| 政黨                 | 得票      | %     | %    | 席位 | 席位 |
| -------------------- | --------- | ----- | ---- | ---- | ---- |
| 柬埔寨人民黨         | 2,447,259 | 47.3% |      | 73   |      |
| 桑蘭西黨             | 1,130,423 | 21.9% |      | 24   |      |
| 奉辛比克黨           | 1,072,313 | 20.8% |      | 26   |      |
| 其他政黨             | 518,842   | 10.0% |      | —    |      |
| 總計                 | 5,168,837 | 100%  | 100% | 123  | 123  |
| 來源：國家選舉委員會 |           |       |      |      |      |

## 後續事件
大選過後，奉黨和桑蘭西黨拒絕參加國會，並組成「民主聯盟」，以阻止洪森再度當選首相。這兩個政黨都拒絕承認大選結果，並表示人民黨操控了大選的過程。兩黨既不顧國王勸說，抵制在10月舉行的國會議員宣誓儀式，也堅拒參加由洪森領導的政府。然而，雖然新一屆政府未能在此期間成立，不過由洪森和人民黨領導的看守政府卻能夠繼續維持運作。
有報導稱，根據在11月訂下的臨時協議，人民黨、奉黨和桑蘭西黨將組建聯合政府，首相一職將由洪森出任，然而反對黨隨後卻否認了報導的內容。三黨之間的私人恩怨和人民黨對組建三黨聯合政府的反對令組閣談判一直拖延到2004年。人民黨和奉黨最終在2004年6月底臨近之際（即大選結束11個月後）訂下協議，當中洪森將留任首相一職，而內閣部長當中，人民黨黨員佔六成，奉黨黨員則佔四成。柬埔寨國民議會其後在2004年7月15日通過新政府內閣名單，支持新內閣名單的議員佔國民議會123席當中的96席。根據新政府組建協議的內容，當屆內閣閣員人數會大幅增加到207人，當中包括7名副總理和180名內閣部長。

## 延伸閱讀
- Sorpong Peou. . Between Consolidation and Crisis: Elections and Democracy in Five Nations in Southeast Asia (Berlin: Lit). 2006: 41–83.